# Capucini

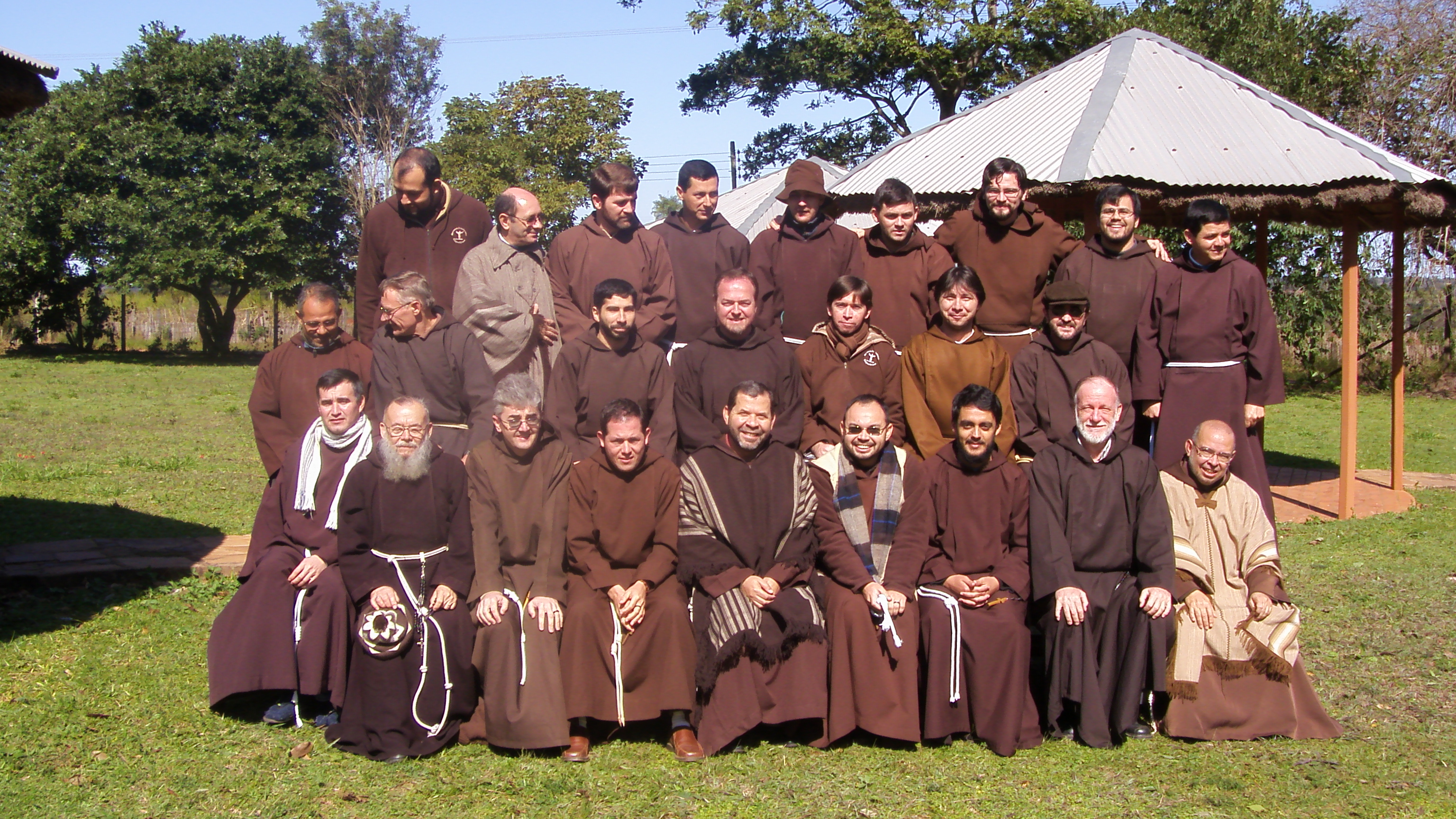
Călugări capucini

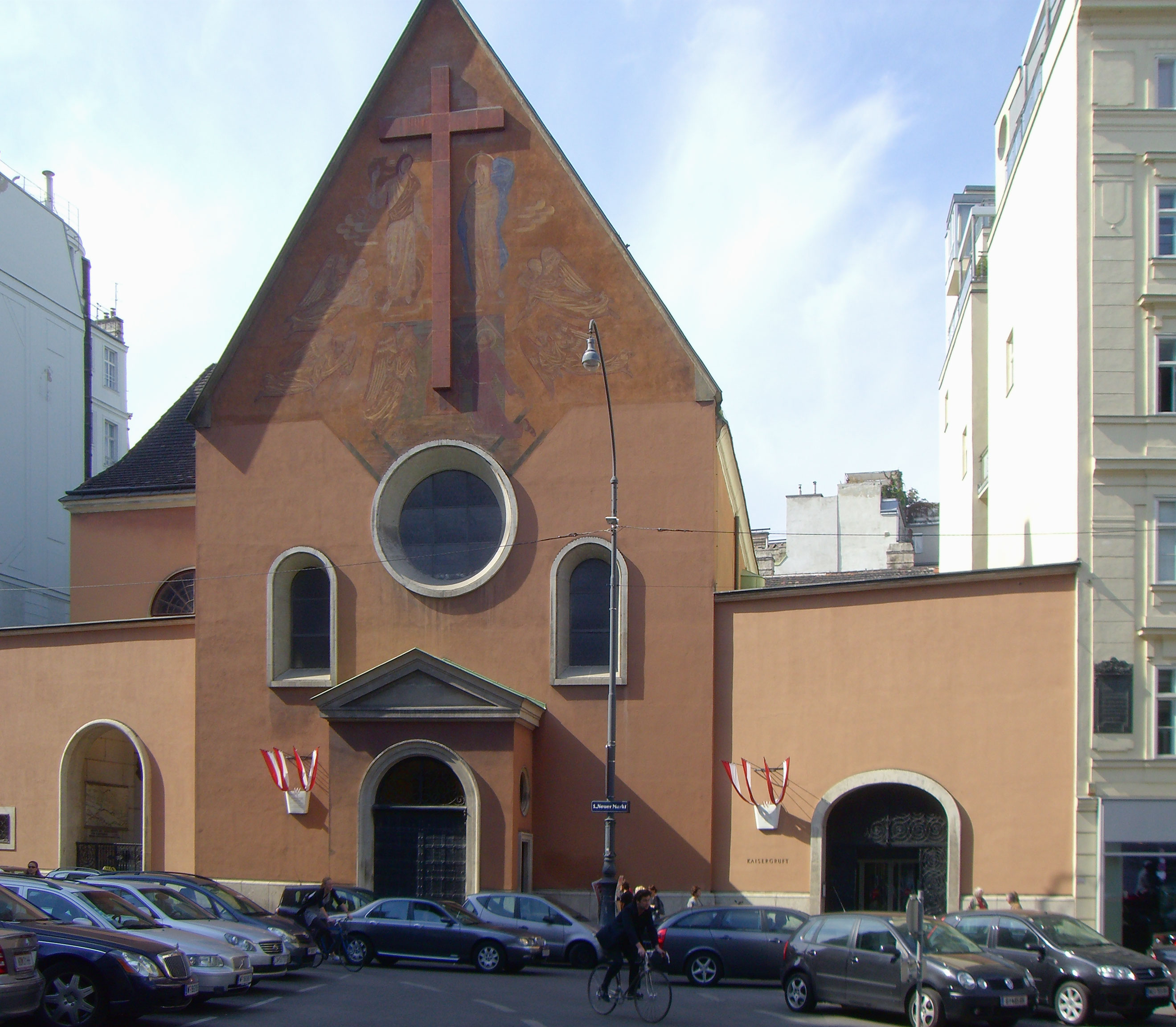
Cripta Capucinilor din Viena

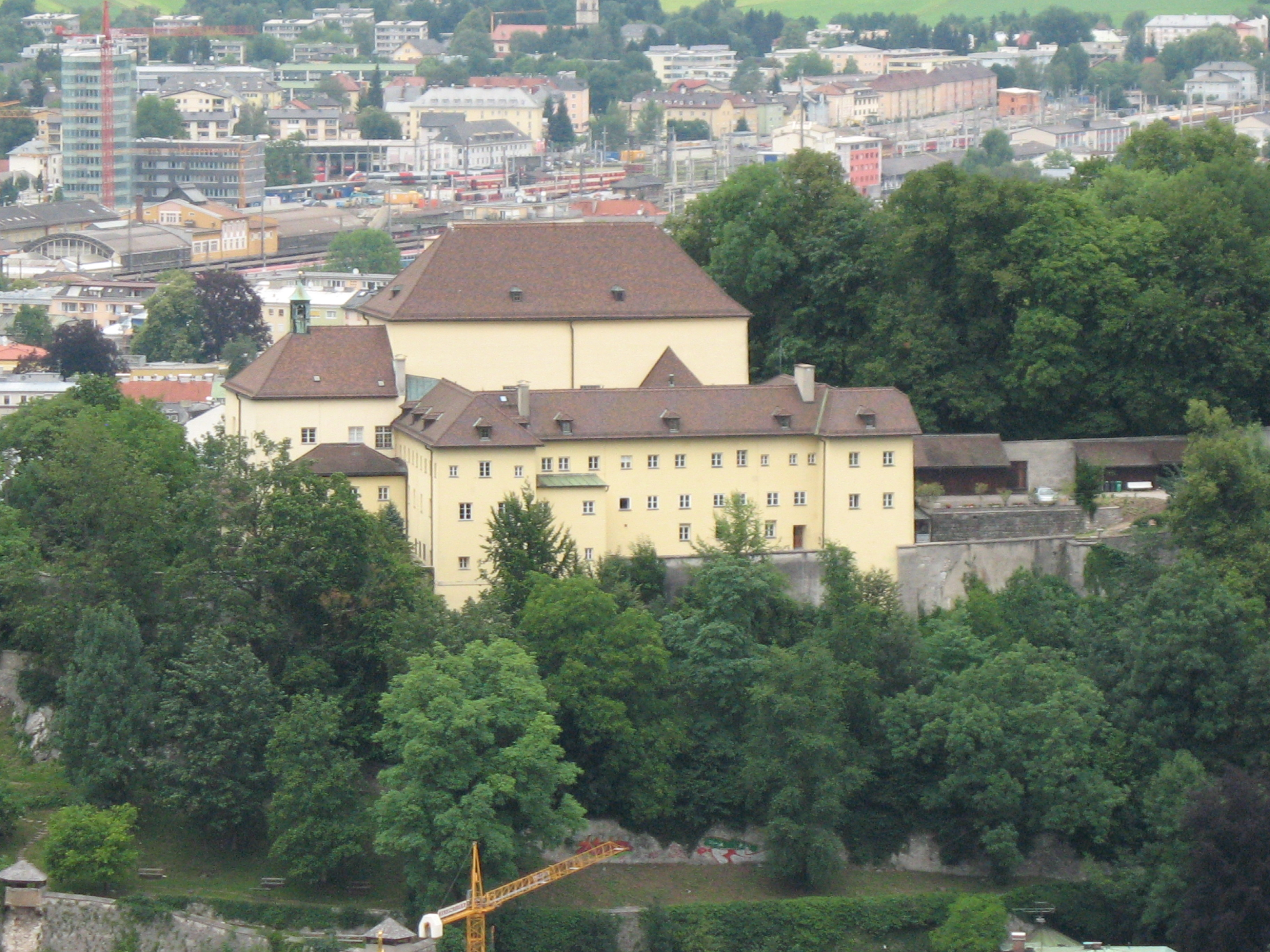
Mănăstirea capucină din Salzburg

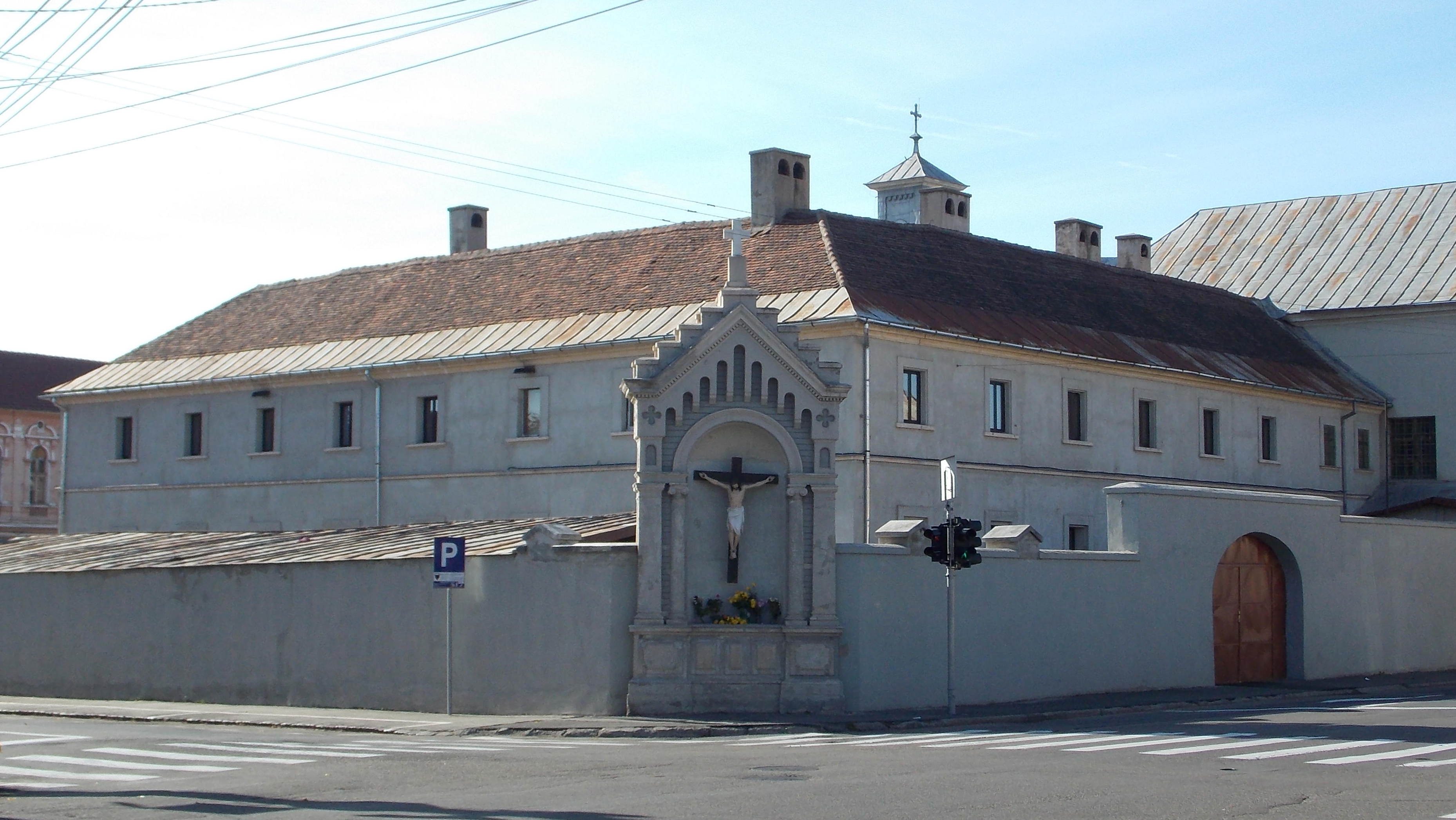
Mănăstirea capucină din Oradea

Ordinul Fraților Capucini (sigla: OFMCap) este un ordin călugăresc catolic, o ramură a franciscanilor. Capucinii sunt cunoscuți sub acest nume datorită glugii caracteristice. În spațiul de limbă germană sunt numiți Kapuziner sau „franciscani maro” („braune Franziskaner”), după culoarea maro a rasei. Inventarea băuturii cappuccino a fost atribuită călugărului capucin Marco d’Aviano, prezent la eliberarea Vienei de sub asediul otoman din 1683. D'Aviano ar fi diluat cafeaua turcească cu cremă de lapte, creând astfel primul „capucino”.

## Istorie
Ordinul Fraților Capucini este alcătuit din discipoli ai sfântului Francisc de Assisi.
Termenul Franciscan este folosit pentru a desemna ordinul romano-catolic care urmează regula „monastică” franciscană, în diferitele sale ramuri.
La originea acestui ordin stă grupul restrâns de tineri, care – de prin 1206 – s-au alăturat lui Francisc ca să împărtășească cu el sărăcia și alegerea spirituală.
Din 1897 principalele familii franciscane sunt reunite în Ordo Fratrum Minorum (OFM), rămânând totuși distincte ramurile: conventuală (Ordo Fratrum Minorum Conventualum: OFMConv) și capucinii (Ordo Fratrum Minorum Cappucinorum. OFMCap) pe lângă terțiarii franciscani (Ordo Franciscanum Secularum OFS) și familia franciscană feminină: Clarisele.

## Curiozități
Înfățișarea capucinilor a dus la denumirea unui gen de maimuțe cu coadă din America Centrală și America de Sud (Cebus).

## Capucini celebri
- Felix din Cantalice (1515-1587)
- Camillo de Lellis (1550-1614)
- Ieremia Valahul (1556-1625)
- Laurențiu din Brindisi (1559-1619)
- François Leclerc du Tremblay (1577-1638), omul de încredere al cardinalului Richelieu
- Fidel din Sigmaringen (1577-1622), preot, martir
- Bernardo din Corleone (1605-1667)
- Crispino din Viterbo (1668-1750)
- Angelo de Acri (1669-1731)
- Cassiano Beligatti (1708-1791), misionar în Tibet și Nepal
- Diego Iosif de Cadice (1743-1894)
- Francisc Maria de Camporosso (1804-1866)
- Padre Pio (1887-1968)
- Abbé Pierre (1912-2007), filantrop
- Seán Patrick O'Malley⁠(en)[traduceți] (n. 1944), arhiepiscop de Boston, cardinal
- Fridolin Ambongo Besungu (n. 1960), arhiepiscop de Kinshasa, cardinal